# Waltenhofener Bach
Der Waltenhofener Bach ist ein 2,9 Kilometer langer Bach im Landkreis Oberallgäu in Bayern und ein linker Nebenfluss der Iller.
Er entsteht durch die Zusammenkunft der beiden Bäche Rohrbach und Seebach in der Nähe der Ausfahrt Missen/Niedersonthofen/Memhölz der Bundesstraße 19. Danach führt sein Weg in einem Grünstreifen entlang der Bahnstrecke Buchloe–Lindau Richtung Norden. Südlich von Waltenhofen ändert er seinen Verlauf Richtung Osten und mündet dort schließlich in die Iller. Über den Bach führen insgesamt 4 Brücken, zunächst die Verbindungsbrücke zwischen Waltenhofen und Rauns, danach die Eisenbahnbrücke der Strecke Buchloe–Lindau, dann die Brücke zwischen den Ortsteilen Raunsund Fischen, sowie eine überdachte Fußgängerbrücke an der Mündung.